# Fort Collins
Pour les articles homonymes, voir Collins.
Fort Collins est la plus grande ville et le siège du comté de Larimer, dans l'État du Colorado aux États-Unis. Elle est située sur la rivière Cache la Poudre. Elle abrite notamment l'Université d'État du Colorado.
Au recensement de 2006, la population a été estimée à 129 467 habitants, ce qui fait de Fort Collins la cinquième ville de l'État du Colorado. Selon le recensement de 2010, Fort Collins compte 143 986 habitants.
La ville a été classée en 2006 au premier rang des « endroits agréables à vivre » par le magazine Money.
Fort Collins se situe à environ 92 km (57 miles) au nord de Denver, capitale de l'État du Colorado.

## Histoire

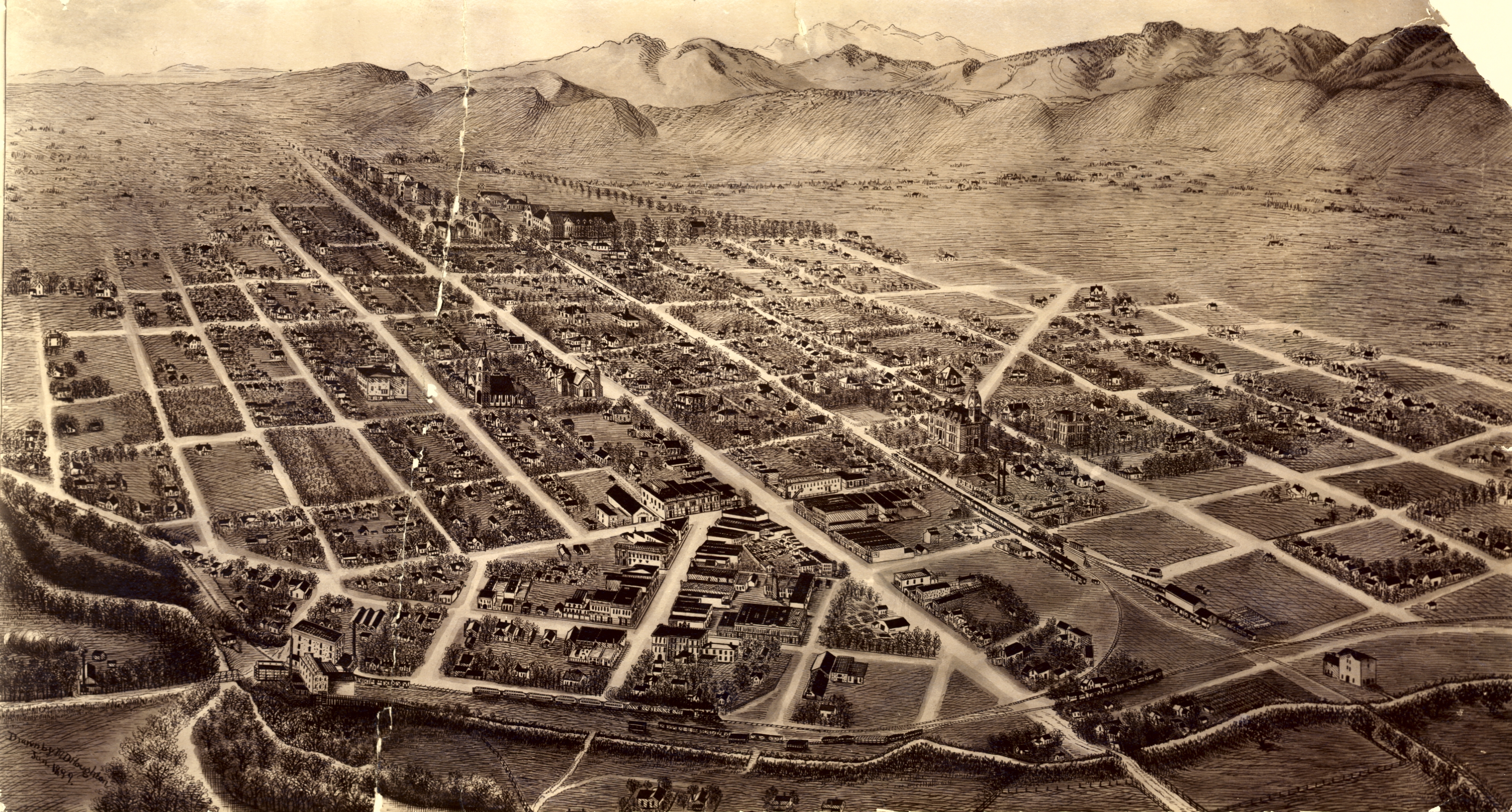
Vue d'oiseau de Fort Collins, au XIXe siècle.

Fort Collins fut d'abord un poste militaire avancé de l'armée de terre des États-Unis, édifié en 1864. Ce poste prenait la suite d'un campement militaire dénommé Camp Collins, situé près de la rivière Cache La Poudre non loin de l'actuelle ville de Laporte. Ce camp avait été installé dans les années 1860 pendant la guerre contre les indiens, afin de protéger la nouvelle route postale, partie de l'Overland Trail, qui venait d'être créée dans la région. Les voyageurs postaux pouvaient passer la nuit dans ce camp. Une inondation détruisit ce camp en 1864. La camp portait le nom du colonel W. O. Collins.
La rivière Cache la Poudre, sur laquelle est située Fort Collins, tient son nom du fait que les premiers colons européens de la région étaient des trappeurs français venus du Canada qui cachaient leur poudre le long de la rivière et s'en servaient pour chasser les indiens.

## Géographie
Fort Collins se situe au bord des montagnes Rocheuses, ce qui en fait une ville très agréable à vivre, tant au niveau du climat que du paysage. Le climat y est très sec en été comme en hiver. Les changements de température peuvent être rapides. Les journées d'hiver peuvent y être très froides (la température peut atteindre 0 degré Farenheit, soit −17 degrés Celsius), ou aussi très douces avec des températures estivales.
La municipalité s'étend sur 55,53 milles carrés (143,82 km2), dont 54,28 milles carrés (140,58 km2) de terres.

## Démographie
| 1880  | 1890  | 1900  | 1910  | 1920  | 1930   |
| ----- | ----- | ----- | ----- | ----- | ------ |
| 1 356 | 2 011 | 3 053 | 8 210 | 8 755 | 11 489 |

| 1940   | 1950   | 1960   | 1970   | 1980   | 1990   |
| ------ | ------ | ------ | ------ | ------ | ------ |
| 12 251 | 14 937 | 25 027 | 43 337 | 65 092 | 87 758 |

| 2000    | 2010    | 2020    | - | - | - |
| ------- | ------- | ------- | - | - | - |
| 118 652 | 143 986 | 169 810 | - | - | - |

## Éducation
Fort Collins abrite la Colorado State University (CSU) comptant 25 000 étudiants. L'équipe de football américain de l'université (Colorado State Rams) fait vibrer 80 000 personnes à chacun de ses matchs.

## Transports
La ville possède une ligne de tramways touristiques, exploitée depuis 1984.

## Personnalités
- Voir la catégorie Naissance à Fort Collins.
- Alfred Alberts (?-2018), mort à Fort Collins.